# Associatie van gaspeldoorn en eenstijlige meidoorn
De associatie van gaspeldoorn en eenstijlige meidoorn (Rubo ulmifolii-Ulicetum europaei) is een associatie uit het verbond van gaspeldoorn en koebraam (Ulici europaei-Cytision striati).

## Naamgeving en codering
| Ulici europaei-Sarothamnetum scoparii Oberd. |

- Syntaxoncode voor Nederland (rVvN): r37Aa02
- BWK-karteringscode: rbbsg

De wetenschappelijke naam Rubo ulmifolii-Ulicetum europaei is afgeleid van de botanische namen van respectievelijk koebraam (Rubus ulmifolius) en gaspeldoorn (Ulex europaeus).

## Fysiognomie
De associatie van van gaspeldoorn en eenstijlige meidoorn is een retamoïdenstruweel dat (ondanks de syntaxonnaam) kan worden gedomineerd door zowel gaspeldoorn of gewone brem, waarbij frequent struiksoorten uit de klasse van doornstruwelen optreden, waaronder in het bijzonder koebraam en eenstijlige meidoorn. De vegetatie kan zowel uitgesproken vlakdekkend als lintvormig optreden.

## Ecologie
De associatie van gaspeldoorn en eenstijlige meidoorn is een struweel met een pionierend karakter. Het komt voor op mesotrofe, droge leem-, löss- en zandgronden. Vaak gaat het om extensief begraasde, heuvelrijke plekken.

## Vegetatiezonering
In de vegetatiezonering staat de associatie van gaspeldoorn en eenstijlige meidoorn veelal in contact met graslanden van de klasse van droge graslanden op zandgrond, de glanshaver-orde of de klasse van heischrale graslanden.